# Cratere Piaf
Piaf  è un cratere sulla superficie di Venere. Deve il proprio nome ad Édith Piaf, cantautrice francese del XX secolo.